# Elhaida Dani
Elhaida Dani (Scutari, 17 febbraio 1993) è una cantante albanese, nota in Italia per aver vinto la prima edizione di The Voice nel team di Riccardo Cocciante.

## Biografia
Nata nel nord dell'Albania, ha iniziato la sua carriera musicale già da bambina studiando pianoforte dall'età di 6 anni. Nel 2009 ha vinto Star Academy Albania e nel 2012 Top Fest. Ha anche partecipato alla cinquantesima edizione del Festivali i Këngës.
Nel 2013 ha partecipato alla prima edizione del talent-show televisivo italiano The Voice, vincendola. In seguito ha pubblicato i singoli When Love Calls Your Name (scritta da Riccardo Cocciante e Roxanne Seeman) e Baciami e basta (scritta da Francesco Silvestre) per la Universal Music, contestualmente all'EP Elhaida Dani.
Nel dicembre 2014 ha vinto la cinquantatreesima edizione del Festivali i Këngës, guadagnandosi il diritto di partecipare all'Eurovision Song Contest 2015 come rappresentante dell'Albania. Alla competizione canora europea, in programma a Vienna, ha presentato il brano I'm Alive arrivando al 17º posto in finale.
Nel febbraio 2015 è stata arruolata come giudice del talent Chance insieme a Salvo Esposito e a Martina Stella condotto da Veronica Maya in onda su Agon Channel.
Dal 23 novembre 2016 è Esmeralda e Fleur-de-lys nella versione francese originale del noto musical Notre Dame de Paris in tour mondiale. Per l’edizione 2019-2020, Elhaida lascia il tour della versione francese per interpretare Esmeralda anche nella versione italiana del musical.
Nel 2024 viene scelta come direttrice artistica del Festivali i Këngës.

## Discografia

### EP
| Anno | Titolo       | ITA | Certificazione |
| ---- | ------------ | --- | -------------- |
| 2013 | Elhaida Dani | 28  | —              |

### Singoli
- 2008 - Fjala e fundit
- 2011 - Mijëra vjet
- 2012 - S'je më
- 2013 - When Love Calls Your Name
- 2013 - Baciami e basta
- 2014 - Diell
- 2015 - I'm Alive

### Videoclip
- 2013 - Baciami e basta
- 2015 - I'm Alive[8]